# Acrogenospora
Acrogenospora — рід грибів родини Acrogenosporaceae. Назва вперше опублікована 1971 року.